# Campionati panamericani di badminton a squadre 2006
I Campionati panamericani di badminton a squadre 2006 si sono svolti a Lima, in Perù. È stata la 2ª edizione del torneo, organizzato dalla Badminton World Federation.

## Podi
| Evento           | Oro         | Argento | Bronzo        |
| Torneo maschile  | Stati Uniti | Canada  | Guatemala     |
| Torneo femminile | Stati Uniti | Canada  | Non assegnato |